# Cohen (autor)
Cohen se poate referi la următorii autori care au denumit cel puțin o specie:
- Anne C. Cohen
- Brian F. Cohen
- Daniel M. Cohen
- Rosa Graciela Cohen

|  | Această pagină conține autori ce au denumit cel puțin o specie, identificați după același nume de familie sau abreviere de autor. Dacă ați ajuns aici urmând o legătură internă care ar fi trebuit să se refere la o anumită persoană, puteți să corectați acea legătură adăugând prenumele în aceasta. |